# اخترگیاه‌شناسی

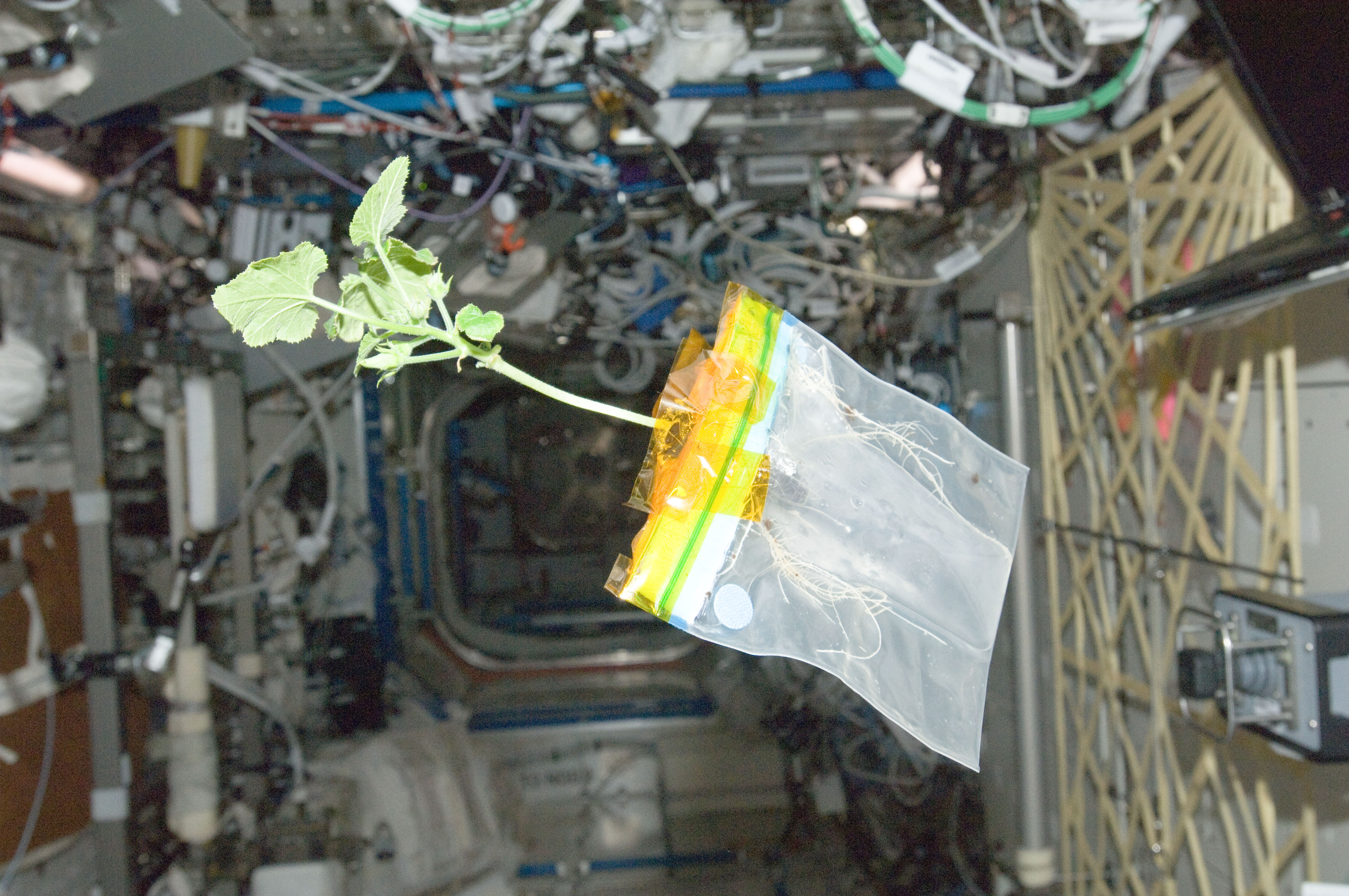
یک کدو سبز که در ایستگاه فضایی بین‌المللی در حال رشد است

اخترگیاه‌شناسی یا گیاه‌شناسی اختری (انگلیسی: Astrobotany). یکی از زیرشاخه‌های کاربردی گیاه‌شناسی است که به مطالعهٔ گیاهان در محیط‌های فضایی می‌پردازد. این شاخه‌ای از اخترزیست‌شناسی و گیاه‌شناسی است.
اخترگیاه‌شناسی هم به مطالعه اکتشاف پوشش گیاهی فرازمینی مربوط است و هم به تحقیق در مورد رشد پوشش گیاهی زمینی در فضای بیرونی توسط انسان مربوط می‌شود.
این موضوع مورد مطالعه بوده است که گیاهان ممکن است در فضای بیرونی به‌طور معمول در یک محیط کنترل شده بدون وزن اما تحت فشار در باغ‌های فضایی ویژه‌ای رشد کنند. در زمینه پروازهای فضایی انسان، آنها را می‌توان به عنوان غذا مصرف کرد و/یا فضایی با طراوت ایجاد کرد. گیاهان می‌توانند دی‌اکسید کربن موجود در هوا را برای تولید اکسیژن ارزشمند متابولیزه کنند و می‌توانند به کنترل رطوبت کابین کمک کنند.
همچنین رشد گیاهان در فضا ممکن است یک مزیت روانی برای خدمه پروازهای فضایی انسانی ایجاد کند.
اولین چالش در رشد گیاهان در فضا، چگونگی رشد گیاهان بدون گرانش است. این امر با مشکلاتی در رابطه با اثرات گرانش بر رشد ریشه، تأمین انواع روشنایی مناسب و سایر چالش‌ها مواجه می‌شود. به‌طور خاص، تأمین مواد مغذی به ریشه و همچنین چرخه‌های بیوژئوشیمیایی مواد مغذی، و فعل و انفعالات میکروبیولوژیکی در بسترهای مبتنی بر خاک بسیار پیچیده است، اما نشان داده شده است که کشاورزی فضایی را در گرانش کم و تزریقی ممکن می‌سازد.
ناسا قصد دارد گیاهانی را در فضا پرورش دهد تا به تغذیه فضانوردان کمک کند و مزایای روانی برای پرواز طولانی مدت فضا را فراهم کند.